# Anal Vids
Anal Vids (före detta Legal Porno) är en tjeckisk distributionsplattform inom pornografisk film. Bolaget är delägt av holdingbolaget WGCZ, med vilket man delar kontorsadress nära Václavplatsen i centrala Prag. Anal Vids är främst verksamt inom heterosexuell pornografisk film för en manlig publik. Efter namnbytet har man än mer fokuserat marknadsföringen på filmer som presenterar analsex.

## Verksamhet
Anal Vids är bland annat aktivt med marknadsföring på den kommersiella videogemenskapen XVideos (även det ägt av WGCZ). Där har man fram till hösten 2022 presenterat över 11 000 korta filmklipp, vilka totalt visats 6,5 miljarder gånger.
Bolagets produktioner fokuserar ofta på explicita scener, med gruppsex, multipel penetration och väl synliga kroppsöppningar, en mer extrem och nymfomanisk stil som vissa säger ofta är förknippade med konsumtion av metamfetamin (se kemsex). Porrskådespelarna är ofta från Central- eller Östeuropa.
Inspelningarna hos flera av WGCZ:s studior har vid olika tillfällen varit inblandade i anmälningar omkring bristande säkerhet. Skådespelare vid flera Anal Vids-produktioner har rapporterat skador efter inspelningar, vilket lett till att en del skådespelaragenter avrått sina uppdragsgivare från att ta uppdrag från bolaget. Det anses dock att Anal Vids erbjuder högre skådespelararvoden än många andra jämförbara bolag.
De faktiska inspelningarna sker både på Krakovská-gatan i centrala Prag och vid andra studior i andra delar av Tjeckien. Inspelningarna hanteras av bolaget GTFlix TV, ofta med signaturen Giorgio Grandi noterad som regissör.
Ägarbolaget WGCZ:s Stéphane Michel Pacaud har sedan 2012 varit inblandad i en konflikt med veteranregissören Pierre Woodman, vilket bidragit till beskyllningar åt olika håll.
Även efter namnbytet till Anal Vids marknadsför man sig på bland annat Twitter som Legal Porno. Därmed skiljer man på produktionsbolaget (Legal Porno) och publiceringsplattformen (analvids.com). Andra produktionsbolag eller varumärken som distribuerar innehåll via Anal Vids är Pornbox, Gonzo och Porn Force.  